# Fernando Verdasco
Fernando Verdasco Carmona (Madrid, 15 november 1983) is een tennisser uit Spanje. Hij is prof sinds 2001. Hij kwam in 2003 voor het eerst de top 100 en in 2004 voor het eerst de top 50 binnen. In 2009 bereikte hij voor het eerst de top tien. Zijn hoogste plaats op de ATP-ranglijst is de 7e, die hij behaalde op 20 april 2009.
Verdasco begon op zijn vierde te tennissen op het hardcourt van Madrid, dus niet op gravel zoals vele Spanjaarden. Hij schreef in zijn loopbaan vijf enkelspeltoernooien op zijn naam. In het enkelspel won hij ook een challenger- en een futurestoernooi. Zijn beste resultaat in het enkelspel op een grandslamtoernooi is het bereikten van de halve finale op het Australian Open van 2009. Verdasco maakte ook driemaal deel uit van het Spaanse team dat de Davis Cup veroverde.

## Loopbaan

### Jaarverslagen

#### 2001 - 2002
Verdasco werd prof in 2001. Hij legde zich eerst vooral toe op de Satellite-toernooien in zijn thuisland. Na enkele toernooitjes kreeg hij op 15-jarige leeftijd zijn eerste ATP-punten te pakken. In april 2001 won hij zijn eerste toernooi in een Satellite-toernooi in Spanje. Niet veel later ging hij zich vooral concentreren op de futurestoernooien, vooral in eigen land. Ook hier liet het succes niet lang op zich wachten. In het zevende Spaanse futurestoernooi van het jaar bereikte hij de finale en een week later nog een halve finale.
In 2002 won Verdasco het eerste Spaanse futurestoernooi van het jaar. Hij had de goede vorm te pakken, want in het tweede futurestoernooi was hij halvefinalist en in het derde toernooi was hij finalist. Ook in het challengertoernooi van Segovia, dicht bij zijn woonplaats Madrid, haalde hij de finale. In de tweede helft van het jaar bereikte hij ook op de challengers van Kiev en Eckental de halve finale. Hij speelde in april van dat jaar ook zijn eerste ATP-toernooi, het ATP-toernooi van Estoril, waar hij in de eerste ronde verloor. Zijn eerste zege op ATP-niveau boekte hij in juli, toen hij in de eerste ronde van het ATP-toernooi van Sopot de Argentijn Mariano Puerta versloeg.

#### 2003
Verdasco's beste resultaten in 2003 kwamen in challengers: hij had een 15-8 matchrecord. Hij speelde onder andere de halve finale op de challengers van Wolfsburg en Zagreb. Hij speelde de kwartfinale (of beter) in zes challengers. Hij speelde dat jaar ook zijn eerste Masterstoernooien (Miami, Cincinnati en Madrid) en maakte zijn grandslamdebuut op Wimbledon, waar hij in de openingsronde verloor. Later dat jaar kwam hij als lucky loser op de hoofdtabel van de US Open. Hij versloeg eerst zijn landgenoot en 17e reekshoofd Tommy Robredo en vervolgens Davide Sanguinetti, vooraleer hij verloor van Paradorn Srichaphan. Midden september kwam hij voor het eerst binnen in de top 100.

#### 2004 - 2006
Begin 2004 nam Verdasco voor het eerst deel aan de Australian Open. Hij verloor in de eerste ronde. In maart haalde hij zijn eerste ATP-finale op het ATP-toernooi van Acapulco, die hij verloor van zijn landgenoot Carlos Moyá. Door deze finale maakte hij op de ATP-ranglijst een sprong van plaats 103 naar plaats 66. In april was het wel raak en won hij zonder setverlies het ATP-toernooi van Valencia door in de finale een andere landgenoot, Albert Montañés, te verslaan in twee sets. Op Roland Garros en Wimbledon haalde hij de tweede ronde. In juni kwam hij voor het eerst binnen in de top 50. Hij haalde die maand nog twee kwartfinales: in Halle en 's-Hertogenbosch. Zijn beste resultaat van de zomer was de halve finale in Kitzbühel. Op de US Open verloor hij in de tweede ronde. In het najaar was zijn beste prestatie de kwartfinale op het ATP-toernooi van Stockholm, waar hij samen met Feliciano López wel het dubbelspel won. Hij sloot het jaar voor het eerst af binnen de top 100 én de top 50, op plaats 36.
De eerste helft van 2005 was maar weinig succesvol. Op de grandslamtoernooien lag hij er al vaak vroeg uit: Australian Open en Wimbledon tweede ronde en Roland Garros eerste ronde. Zijn beste prestaties waren de kwartfinale in Valencia in april en op de Masters van Rome in mei. Tijdens de zomer haalde hij betere resultaten, met een finale in Kitzbühel (verlies tegen Gastón Gaudio), een kwartfinale in New Haven en een vierde ronde op de US Open. Na de US Open haalde hij nog de halve finale op het ATP-toernooi van Sint-Petersburg. Hij eindigde het jaar op plaats 33.
Op de Australian Open van 2006 lag hij er, net zoals in 2005, in de tweede ronde uit. Zijn eerste goede resultaat kwam er in april, opnieuw op het ATP-toernooi van Valencia, waar hij de halve finale haalde. In mei haalde hij de kwartfinale op de Masters van Hamburg. Op Roland Garros verloor hij in de tweede ronde. Wimbledon was succesvoller. Verdasco haalde er voor het eerst de vierde ronde en versloeg daarbij onder andere David Nalbandian, die toen de nummer 3 van de wereld was. Hij moest het in de vierde ronde echter afleggen tegen Radek Štěpánek. In juli haalde hij de kwartfinale in Gstaad en de halve finale in Kitzbühel. Op de US Open verloor hij in de derde ronde van Andy Roddick. Na de US Open was zijn beste resultaat een kwartfinale op het ATP-toernooi van Palermo. Verdasco sloot het jaar af op plaats 35.

#### 2007
Ook in 2007 lag Verdasco er na de tweede ronde uit op de Australian Open. In februari haalde hij de kwartfinale op het ATP-toernooi van Las Vegas. Op Roland Garros haalde hij de vierde ronde en op Wimbledon de derde. Juli en augustus waren succesvolle maanden, met een kwartfinale in Stuttgart en New Haven, halve finale in Kitzbühel en winst op de challenger van Segovia. Op de US Open lag hij er echter al in de derde ronde uit. In het najaar haalde hij nog de halve finale in Bangkok, de kwartfinale in Tokio en de finale in Sint-Petersburg, die hij verloor van Andy Murray. Verdasco eindigde het jaar op plaats 26.

#### 2008
Voor de vierde maal op rij verloor Verdasco in de tweede ronde van de Australian Open. Daarna was opnieuw Valencia zijn eerste beste resultaat, met een kwartfinale. Vanaf mei ging het beter met onder andere een kwartfinale op de Masters van Hamburg, de vierde ronde op Roland Garros en Wimbledon en de finale op het grastoernooi van Nottingham. In juni haalde bij voor het eerst de top 20. Hij zette zijn goede vorm door tijdens de zomer met een halve finale in Båstad en New Haven en de tweede toernooiwinst van zijn carrière, op het ATP-toernooi van Umag. Op de US Open verloor hij in de derde ronde. Daarna haalde hij nog de kwartfinale in Wenen en de halve finale in Sint-Petersburg. Verdasco eindigde het jaar voor het eerst binnen de top 20, op plaats 16.

#### 2009

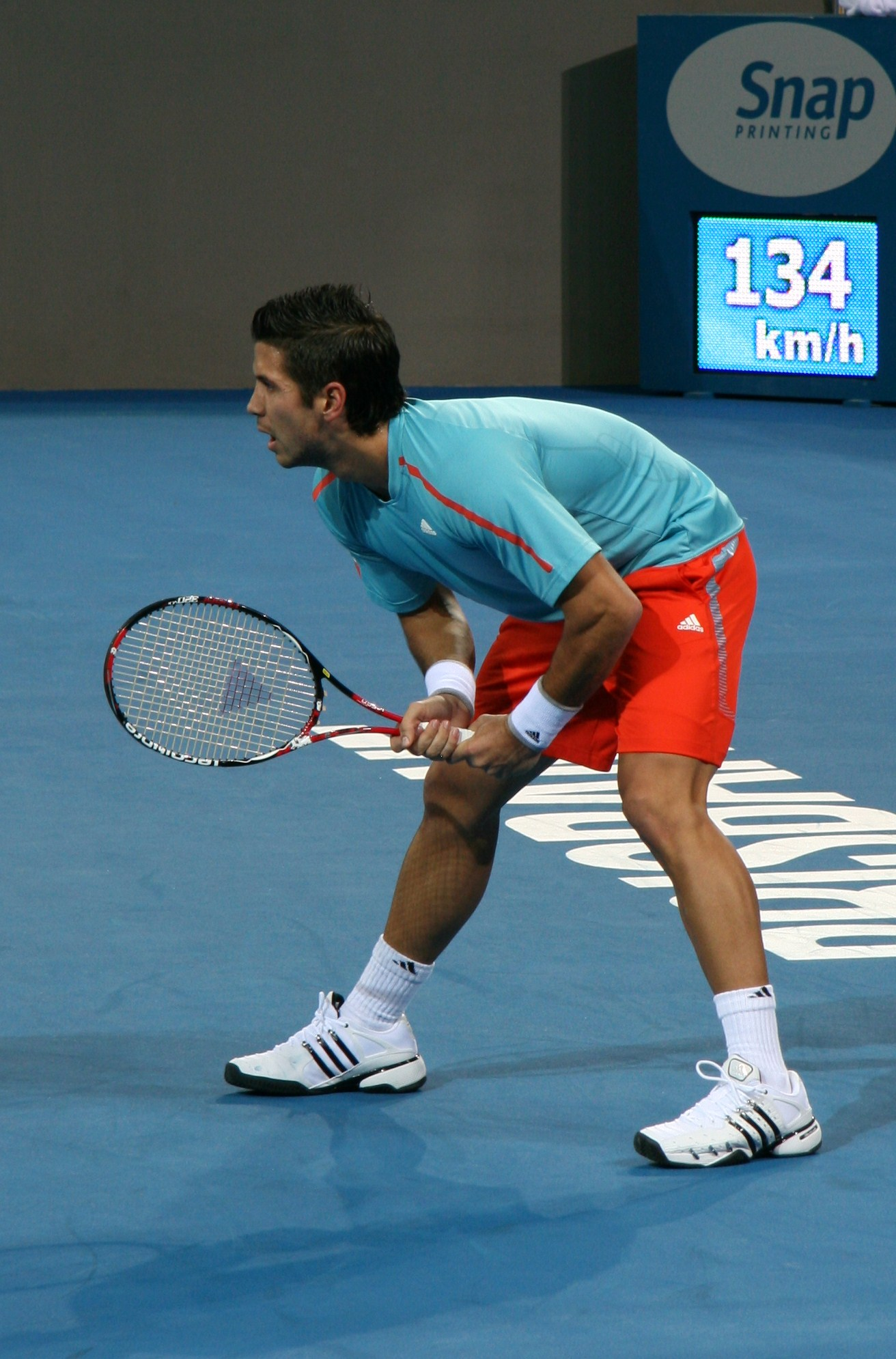
Verdasco in zijn eersterondepartij op de Brisbane International van 2009

In 2009 maakte Verdasco zijn sterkste seizoensstart tot dan toe. Hij haalde de finale van zijn eerste toernooi van het jaar, in Brisbane, en behaalde zijn beste grandslamprestatie op de Australian Open van 2009, waar hij wist door te dringen tot de halve finale.  In deze halve finale verloor hij van zijn landgenoot Rafael Nadal, in een vijfsetter die vijf uur en veertien minuten duurde. Het was de langste enkelpartij in de geschiedenis van het toernooi. In februari kwam hij voor het eerst binnen in de top tien. Na de Australian Open bleef Verdasco enige tijd aan de kant omwille van een blessure aan de linkervoet. In maart, april en mei haalde hij de kwartfinale op de Masterstoernooien van Indian Wells, Miami, Monte Carlo, Rome en Madrid. Hij haalde ook de kwartfinale van het ATP-toernooi van Barcelona. Op 20 april haalde hij ook zijn hoogste positie tot nu toe, de 7e op de ATP-ranglijst. Tijdens Roland Garros en Wimbledon verloor Verdasco in de vierde ronde, respectievelijk van de Rus Nikolaj Davydenko en de Kroaat Ivo Karlović. Tijdens de zomer haalde hij de kwartfinale in Båstad en won hij zonder setverlies het ATP-toernooi van New Haven, waar hij Sam Querrey in de finale versloeg. Op de US Open haalde hij ook zijn beste resultaat ooit door de kwartfinale te bereiken. Daarna zette hij zijn sterke jaar door met een finaleplaats in Kuala Lumpur, een kwartfinale in Peking en een halve finale in Valencia. Hij nam een het einde van het jaar ook deel aan de ATP World Tour Finals, maar bleef steken in de groepsfase. Hij eindigde zijn meest succesvolle jaar tot dan toe voor het eerst binnen de top tien, op de negende plaats.

#### 2010
Ook 2010 startte vrij succesvol, met een vierde ronde op de Australian Open, waar hij het negende reekshoofd was, en winst op het ATP-toernooi van San José in februari. Het was Verdasco's eerste indoortitel op hardcourt. Diezelfde maand haalde hij ook de kwartfinale in Acapulco. Vanaf maart startte weer een sterke periode, met goede prestaties op de Masterstoernooien: kwartfinale in Miami, halve finale in Rome en de finale in Monte Carlo, die hij verloor van zijn landgenoot Rafael Nadal. Het was de eerste volledig Spaanse Masters 1000-finale sinds het toernooi van Monte Carlo in 2002. In april won hij het ATP-toernooi van Barcelona, door Robin Söderling te verslaan in de finale. In mei haalde hij de finale in Nice en de vierde ronde in Roland Garros. Op Wimbledon verloor hij verrassend in de eerste ronde van de veel lager gerangschikte Fabio Fognini. Tijdens de zomermaanden haalde hij de kwartfinale in Båstad en Washington en herhaalde hij zijn prestatie van 2009 door opnieuw de kwartfinale op de US Open te halen. Zijn beste prestatie na de US Open was de derde ronde op de Masters van Parijs. Verdasco eindigde het jaar voor de tweede maal op rij op plaats 9.

#### 2011
Met een vierde ronde op de Australian Open herhaalde Verdasco zijn prestatie van 2010. Begin februari haalde hij, net zoals in 2010, de finale van het ATP-toernooi van San José, maar deze keer verloor hij van Milos Raonic. In april haalde hij de finale in Estoril, maar opnieuw verloor hij, ditmaal van Juan Martín del Potro. Hij viel die maand ook weg uit de top tien. Op Roland Garros verloor hij in de derde ronde. Op het grastoernooi van Londen haalde hij de kwartfinale, maar op Wimbledon verloor hij al in de tweede ronde van Robin Haase. Tijdens de zomer haalde hij de kwartfinale in Washington, de halve finale in Hamburg en de finale van het ATP-toernooi van Gstaad, maar hij verloor de volledig Spaanse finale van Marcel Granollers. Op de US Open verloor hij in de derde ronde van Jo-Wilfried Tsonga. In het najaar ging het vormpeil naar beneden. Verdasco's beste resultaat was de kwartfinale in Peking. Hij sloot het jaar af op plaats 24 van de ATP-ranglijst.

#### 2013
In 2013 haalde Verdasco de kwartfinale op Wimbledon. In de kwartfinale verloor hij in vijf sets van de uiteindelijke winnaar Andy Murray (6-4, 6-3, 1-6, 4-6, 5-7).

### Davis Cup
Verdasco speelde zijn eerste Davis Cup voor Spanje in 2005 in een duel tegen Slowakije in de eerste ronde van de Wereldgroep. Hij speelde in elk jaar van 2005 tot en met 2011, en maakte in 2008, 2009 en 2011 deel uit van het Spaanse team dat de Davis Cup won. In de periode 2005–2011 won Verdasco zeven van zijn twaalf enkelspelpartijen en acht van zijn vijftien dubbelspelpartijen.

## Persoonlijk
Verdasco's ouders, José en Olga, hebben een restaurant in Madrid. Verdasco heeft nog twee zussen, Sara en Ana. Hij heeft relaties gehad met de Argentijnse tennisspeelster Gisela Dulko, de Spaanse modellen Dafne Fernández en Priscila De Gustin en de Servische tennisspeelster Ana Ivanović.

## Palmares
| Legenda                       | Legenda               |
| ----------------------------- | --------------------- |
| Grand Slam                    |                       |
| Olympische Spelen             |                       |
| tot 2009                      | vanaf 2009            |
| Tennis Masters Cup            | ATP Finals            |
| ATP Masters Series            | ATP Tour Masters 1000 |
| ATP International Series Gold | ATP Tour 500          |
| ATP International Series      | ATP Tour 250          |

### Enkelspel
| Nr.                  | Datum      | Toernooi           | Ondergrond    | Tegenstander in finale | Score              |         |
| -------------------- | ---------- | ------------------ | ------------- | ---------------------- | ------------------ | ------- |
| gewonnen finales     |            |                    |               |                        |                    |         |
| 1.                   | 2004-04-12 | ATP Valencia       | Gravel        | Albert Montañés        | 7-6, 6-3           | details |
| 2.                   | 2008-07-20 | ATP Umag           | Gravel        | Igor Andrejev          | 3-6, 6-4, 7-6      | details |
| 3.                   | 2009-08-30 | ATP New Haven      | Hardcourt     | Sam Querrey            | 6-4, 7-66          | details |
| 4.                   | 2010-02-14 | ATP San José       | Hardcourt (i) | Andy Roddick           | 3-6, 6-4, 6-4      | details |
| 5.                   | 2010-04-25 | ATP Barcelona      | Gravel        | Robin Söderling        | 6-3, 4-6, 6-3      | details |
| 6.                   | 2014-04-13 | ATP Houston        | Gravel        | Nicolás Almagro        | 6-3, 7-64          | details |
| 7.                   | 2016-04-24 | ATP Boekarest      | Gravel        | Lucas Pouille          | 6-3, 6-2           | details |
| verloren finales     |            |                    |               |                        |                    |         |
| 1.                   | 2004-03-07 | ATP Acapulco       | Gravel        | Carlos Moyá            | 3-6, 0-6           | details |
| 2.                   | 2005-07-30 | ATP Kitzbühel      | Gravel        | Gastón Gaudio          | 6-2, 2-6, 4-6, 4-6 | details |
| 3.                   | 2007-10-27 | ATP St. Petersburg | Hardcourt (i) | Andy Murray            | 2-6, 3-6           | details |
| 4.                   | 2008-06-22 | ATP Nottingham     | Gras          | Ivo Karlović           | 5-7, 7-6, 6-7      | details |
| 5.                   | 2009-01-05 | ATP Brisbane       | Hardcourt     | Radek Štěpánek         | 6-3, 3-6, 4-6      | details |
| 6.                   | 2009-10-04 | ATP Kuala Lumpur   | Hardcourt     | Nikolaj Davydenko      | 4-6, 5-7           | details |
| 7.                   | 2010-04-18 | ATP Monte Carlo    | Gravel        | Rafael Nadal           | 0-6, 1-6           | details |
| 8.                   | 2010-05-23 | ATP Nice           | Gravel        | Richard Gasquet        | 3-6, 7-5, 6-7      | details |
| 9.                   | 2011-02-07 | ATP San José       | Hardcourt (i) | Milos Raonic           | 6-7, 6-7           | details |
| 10.                  | 2011-04-25 | ATP Estoril        | Gravel        | Juan Martín del Potro  | 2-6, 2-6           | details |
| 11.                  | 2011-07-25 | ATP Gstaad         | Gravel        | Marcel Granollers      | 4-6, 6-3, 3-6      | details |
| 12.                  | 2012-03-03 | ATP Acapulco       | Gravel        | David Ferrer           | 1-6, 2-6           | details |
| 13.                  | 2013-07-14 | ATP Båstad         | Gravel        | Carlos Berlocq         | 5-7, 1-6           | details |
| 14.                  | 2016-07-17 | ATP Båstad         | Gravel        | Albert Ramos Viñolas   | 3-6, 4-6           | details |
| 15.                  | 2017-03-04 | ATP Dubai          | Hardcourt     | Andy Murray            | 3-6, 2-6           | details |
| 16.                  | 2018-02-25 | ATP Rio de Janeiro | Gravel        | Diego Schwartzman      | 2-6, 3-6           | details |
| gewonnen challengers |            |                    |               |                        |                    |         |
| 1.                   | 2007-08-05 | Segovia            | Hardcourt     | Alun Jones             | 6-2, 6-4           |         |

### Mannendubbelspel
| Nr.              | Datum      | Toernooi              | Ondergrond    | Partner                | Tegenstanders in finale                        | Score              |         |
| ---------------- | ---------- | --------------------- | ------------- | ---------------------- | ---------------------------------------------- | ------------------ | ------- |
| gewonnen finales |            |                       |               |                        |                                                |                    |         |
| 1.               | 2004-11-01 | ATP Stockholm         | Hardcourt (i) | Feliciano López        | Wayne Arthurs Paul Hanley                      | 6-4, 6-4           | details |
| 2.               | 2012-02-26 | ATP Buenos Aires      | Gravel        | David Marrero          | Michal Mertiňák André Sá                       | 6-4, 6-4           | details |
| 3.               | 2012-03-03 | ATP Acapulco          | Gravel        | David Marrero          | Marcel Granollers Marc López                   | 6-3, 6-4           | details |
| 4.               | 2012-07-15 | ATP Umag              | Gravel        | David Marrero          | Marcel Granollers Marc López                   | 6-3, 7-64          | details |
| 5.               | 2012-07-22 | ATP Hamburg           | Gravel        | David Marrero          | Rogério Dutra da Silva Daniel Muñoz de la Nava | 6-4, 6-3           | details |
| 6.               | 2013-09-22 | ATP Sint-Petersburg   | Hardcourt (i) | David Marrero          | Dominic Inglot Denis Istomin                   | 7-66, 6-3          | details |
| 7.               | 2013-11-11 | ATP World Tour Finals | Hardcourt (i) | David Marrero          | Bob Bryan Mike Bryan                           | 7-5, 63-7, [10-7]  | details |
| 8.               | 2018-02-24 | ATP Rio de Janeiro    | Gravel        | David Marrero          | Nikola Mektić Alexander Peya                   | 5-7, 7-5, [10-8]   | details |
| verloren finales |            |                       |               |                        |                                                |                    |         |
| 1.               | 2007-07-22 | ATP Stuttgart         | Gravel        | Guillermo García López | František Čermák Leoš Friedl                   | 4-6, 4-6           | details |
| 2.               | 2009-01-10 | ATP Brisbane          | Hardcourt     | Mischa Zverev          | Marc Gicquel Jo-Wilfried Tsonga                | 4-6, 3-6           | details |
| 3.               | 2012-10-28 | ATP Valencia          | Hardcourt (i) | David Marrero          | Alexander Peya Bruno Soares                    | 3-6, 2-6           | details |
| 4.               | 2013-10-13 | ATP Shanghai          | Hardcourt     | David Marrero          | Ivan Dodig Marcelo Melo                        | 62-7, 7-66, [2-10] | details |
| 5.               | 2014-04-13 | ATP Houston           | Gravel        | David Marrero          | Bob Bryan Mike Bryan                           | 6-4, 4-6, [9-11]   | details |

## Resultaten grote toernooien
| Legenda | Legenda                          |
| ------- | -------------------------------- |
| g.t.    | geen toernooi gehouden           |
| l.c.    | lagere categorie                 |
| –       | niet deelgenomen                 |
| G       | uitgeschakeld in de groepsfase   |
| 1R      | uitgeschakeld in de eerste ronde |
| 2R      | uitgeschakeld in de tweede ronde |
| 3R      | uitgeschakeld in de derde ronde  |
| 4R      | uitgeschakeld in de vierde ronde |
| KF      | uitgeschakeld in de kwartfinale  |
| HF      | uitgeschakeld in de halve finale |
| F       | de finale verloren               |
| W       | het toernooi gewonnen            |
| w-v     | winst/verlies-balans             |

### Enkelspel
| grandslamtoernooien   |      |      |      |      |      |      |      |      |      |      |    |      |      |      |    |      |      |      |      |      |      |      |
| Australian Open       | –    | –    | 1R   | 2R   | 2R   | 2R   | 2R   | HF   | 4R   | 4R   | 1R | 3R   | 2R   | 3R   | 2R | 1R   | 2R   | 3R   | 3R   | –    | –    |      |
| Roland Garros         | –    | –    | 2R   | 1R   | 2R   | 4R   | 4R   | 4R   | 4R   | 3R   | 3R | 2R   | 4R   | 2R   | 3R | 4R   | 4R   | 2R   | –    | 1R   | –    |      |
| Wimbledon             | –    | 1R   | 2R   | 2R   | 4R   | 3R   | 4R   | 4R   | 1R   | 2R   | 3R | KF   | 1R   | 3R   | 1R | 1R   | 1R   | 4R   | g.t. | 1R   | 1R   |      |
| US Open               | –    | 3R   | 2R   | 4R   | 3R   | 3R   | 3R   | KF   | KF   | 3R   | 3R | 1R   | 2R   | 2R   | 1R | 2R   | 3R   | 2R   | –    | –    | –    |      |
| ATP World Tour Finals |      |      |      |      |      |      |      |      |      |      |    |      |      |      |    |      |      |      |      |      |      |      |
| ATP World Tour Finals | –    | –    | –    | –    | –    | –    | –    | G    | –    | –    | –  | –    | –    | –    | –  | –    | –    | –    | –    | –    | –    |      |
| ATP Masters 1000      |      |      |      |      |      |      |      |      |      |      |    |      |      |      |    |      |      |      |      |      |      |      |
| Indian Wells          | –    | –    | 1R   | 2R   | 2R   | 2R   | 3R   | KF   | 3R   | 3R   | 3R | 2R   | 4R   | 3R   | 3R | 3R   | 3R   | –    | g.t. | –    | –    |      |
| Miami                 | –    | 2R   | 1R   | 2R   | 3R   | 1R   | 3R   | KF   | KF   | 2R   | 3R | 2R   | 2R   | 4R   | 3R | 3R   | 4R   | –    | g.t. | 1R   | 1R   |      |
| Monte Carlo           | –    | –    | –    | 1R   | 1R   | 1R   | 1R   | KF   | F    | 2R   | 3R | 1R   | –    | 1R   | 2R | –    | 2R   | 1R   | g.t. | –    | –    |      |
| Madrid                | l.c. | l.c. | l.c. | l.c. | l.c. | l.c. | l.c. | KF   | 3R   | 1R   | KF | 3R   | 2R   | 3R   | 2R | 1R   | 2R   | 3R   | g.t. | 1R   | –    |      |
| Rome                  | –    | –    | –    | KF   | 2R   | 1R   | 3R   | KF   | HF   | 2R   | 2R | 2R   | 1R   | –    | –  | 1R   | 1R   | KF   | –    | –    | –    |      |
| Montreal/Toronto      | –    | 1R   | –    | –    | 3R   | 2R   | 2R   | 3R   | 2R   | 2R   | –  | –    | –    | 1R   | –  | 1R   | 2R   | –    | g.t. | –    | –    |      |
| Cincinnati            | –    | 1R   | 1R   | 1R   | –    | 2R   | 3R   | 1R   | 2R   | 3R   | –  | –    | 2R   | 2R   | 2R | 1R   | 1R   | 1R   | –    | –    | –    |      |
| Shanghai              | l.c. | l.c. | l.c. | l.c. | l.c. | l.c. | l.c. | 2R   | 1R   | 2R   | 3R | 2R   | –    | 1R   | 1R | 1R   | –    | 1R   | g.t. | g.t. | g.t. |      |
| Parijs                | –    | –    | 1R   | 2R   | 1R   | 1R   | 3R   | 3R   | 3R   | 2R   | 1R | 2R   | 3R   | 1R   | 2R | KF   | 2R   | 2R   | –    | –    | –    |      |
| olympisch             |      |      |      |      |      |      |      |      |      |      |    |      |      |      |    |      |      |      |      |      |      |      |
| Olympische Spelen     | g.t. | g.t. | –    | g.t. | g.t. | g.t. | –    | g.t. | g.t. | g.t. | 1R | g.t. | g.t. | g.t. | –  | g.t. | g.t. | g.t. | g.t. | –    | g.t. | g.t. |
| statistieken          |      |      |      |      |      |      |      |      |      |      |    |      |      |      |    |      |      |      |      |      |      |      |
| titels per jaar       | 0    | 0    | 1    | 0    | 0    | 0    | 1    | 1    | 2    | 0    | 0  | 0    | 1    | 0    | 1  | 0    | 0    | 0    | 0    | 0    | 0    |      |
| eindejaarsranking     | 173  | 107  | 36   | 33   | 35   | 26   | 16   | 9    | 9    | 24   | 24 | 30   | 33   | 49   | 42 | 35   | 28   | 49   | 65   | 154  | 125  |      |

### Mannendubbelspel
| grandslamtoernooien   |      |      |      |      |      |      |      |      |    |      |      |      |     |      |      |      |      |      |      |      |
| Australian Open       | –    | 1R   | 2R   | 1R   | 1R   | KF   | –    | –    | –  | KF   | 2R   | –    | 2R  | 1R   | 1R   | 2R   | –    | –    | –    |      |
| Roland Garros         | 1R   | 1R   | 1R   | 2R   | –    | 1R   | –    | –    | –  | KF   | 2R   | –    | 1R  | HF   | 1R   | –    | –    | –    | –    |      |
| Wimbledon             | 2R   | 1R   | –    | 1R   | 3R   | –    | –    | –    | –  | –    | –    | –    | –   | 1R   | 1R   | –    | g.t. | –    | –    |      |
| US Open               | KF   | 3R   | 1R   | 1R   | KF   | –    | –    | –    | 1R | 1R   | KF   | 2R   | 3R  | 1R   | –    | 1R   | –    | –    | –    |      |
| ATP World Tour Finals |      |      |      |      |      |      |      |      |    |      |      |      |     |      |      |      |      |      |      |      |
| ATP World Tour Finals | –    | –    | –    | –    | –    | –    | –    | –    | –  | F    | –    | –    | –   | –    | –    | –    | –    | –    | –    |      |
| ATP Masters 1000      |      |      |      |      |      |      |      |      |    |      |      |      |     |      |      |      |      |      |      |      |
| Indian Wells          | –    | –    | –    | 2R   | –    | 1R   | 2R   | 1R   | –  | 1R   | 2R   | KF   | 1R  | 2R   | 1R   | –    | g.t. | –    | –    |      |
| Miami                 | –    | 2R   | 1R   | 1R   | 1R   | –    | KF   | 1R   | KF | 2R   | KF   | –    | 2R  | 1R   | 1R   | –    | g.t. | –    | –    |      |
| Monte Carlo           | –    | –    | –    | 1R   | –    | 2R   | 1R   | 1R   | 2R | HF   | –    | 2R   | 2R  | –    | 1R   | 1R   | g.t. | –    | –    |      |
| Madrid                | l.c. | l.c. | l.c. | l.c. | l.c. | 1R   | 1R   | –    | 2R | HF   | HF   | –    | 2R  | 1R   | 2R   | 1R   | g.t. | –    | –    |      |
| Rome                  | –    | –    | –    | –    | KF   | 1R   | 1R   | 1R   | 1R | KF   | KF   | –    | –   | 2R   | 1R   | 2R   | –    | –    | –    |      |
| Montreal/Toronto      | 1R   | –    | –    | –    | 2R   | 2R   | –    | 2R   | –  | –    | –    | KF   | –   | –    | 1R   | –    | g.t. | –    | –    |      |
| Cincinnati            | –    | –    | 1R   | –    | 1R   | 2R   | 2R   | 1R   | –  | –    | 2R   | –    | –   | 2R   | HF   | –    | –    | –    | –    |      |
| Shanghai              | l.c. | l.c. | l.c. | l.c. | l.c. | 2R   | –    | 1R   | 1R | F    | –    | –    | –   | –    | –    | 1R   | g.t. | g.t. | g.t. |      |
| Parijs                | –    | –    | 1R   | –    | 1R   | –    | –    | 1R   | –  | 2R   | 2R   | –    | –   | –    | –    | 1R   | –    | –    | –    |      |
| olympisch             |      |      |      |      |      |      |      |      |    |      |      |      |     |      |      |      |      |      |      |      |
| Olympische Spelen     | –    | g.t. | g.t. | g.t. | –    | g.t. | g.t. | g.t. | –  | g.t. | g.t. | g.t. | –   | g.t. | g.t. | g.t. | g.t. | –    | g.t. | g.t. |
| statistieken          |      |      |      |      |      |      |      |      |    |      |      |      |     |      |      |      |      |      |      |      |
| titels per jaar       | 1    | 0    | 0    | 0    | 0    | 0    | 0    | 0    | 4  | 2    | 0    | 0    | 0   | 0    | 1    | 0    | 0    | 0    | 0    |      |
| eindejaarsranking     | 88   | 84   | 230  | 111  | 52   | 84   | 201  | 393  | 29 | 8    | 37   | 99   | 169 | 66   | 80   | 192  | 379  | 1291 | 560  |      |